# The Score – An Epic Journey
The Score (An Epic Journey) je soundtrack do filmu Joyride od nizozemské symfonic metalové, progressive metalové a gothic metalové kapely Epica vydaný 8. září 2005.

## Seznam skladeb
1. Vengeance Is Mine
2. Unholy Trinity
3. The Valley
4. Caught in a Web
5. Insomnia
6. Under the Aegis
7. Trois Vierges" (sólo verze)
8. Mystica
9. Valley of Sins
10. Empty Gaze
11. The Alleged Paradigm
12. Supremacy
13. Beyond the Depth
14. Epitome
15. Inevitable Embrace
16. Angel of Death
17. The Ultimate Return
18. Trois Vierges" (repríza)
19. Solitary Ground" (singl verze)
20. Quietus" (score verze)

## Obsazení
- Simone Simons – mezzosopránový zpěv
- Mark Jansen – kytara, growling, screaming
- Ad Sluijter – kytara
- Coen Janssen – piano, klávesy
- Yves Huts – basová kytara
- Jeroen Simons – bicí

### Hosté
- Orchestr Epicy
  - Benjamin Spillner – housle
  - Andreas Pfaff – housle
  - Tobias Rempe – housle
  - Gregor Dierk – housle
  - Swantje Tessman – viola
  - Patrick Sepec – viola
  - Astrid Müller – viola
  - Jörn Kellermann – violoncello

- Orchestr Epicy Score
  - Swantje Tessman – housle
  - Gregor Dierk – housle
  - Tom Glöckner – housle
  - Barbara Bultmann – housle
  - Benjamin Spillner – housle
  - Marie-Therese Stumpf – viola
  - David Schlage – viola
  - Nikolaus Schlierf – violoncello
  - Alev Ackos – violoncello
  - James Bush – violoncello